# Dudley Do-Right's Ripsaw Falls
Dudley Do-Right's Ripsaw Falls est une attraction du type bûches du parc Universal's Islands of Adventure, situé en Floride, aux États-Unis. L'attraction, construite par l'entreprise allemande Mack Rides, a ouvert en même temps que le parc, en 1999. L'attraction raconte une bataille entre Dudley Do-Right, le héros de dessins animés américains des années 1960, et son ennemi Snidely Whiplash.

## Caractéristiques
- La plus haute chute fait 22,9 mètres.
- La vitesse maximale des bûches est de 72 km/h.

## Récompenses
L'attraction a reçu le Golden Ticket Award de « Meilleure attraction aquatique » en 2004 et de 2006 à 2011.